# 21397 Leontovich
21397 Leontovich è un asteroide della fascia principale. Scoperto nel 1998, presenta un'orbita caratterizzata da un semiasse maggiore pari a 2,3042977 UA e da un'eccentricità di 0,1276401, inclinata di 6,85323° rispetto all'eclittica.